# Arrêt Arrighi
Pour les articles homonymes, voir Arrighi.
Pour un article plus général, voir Grands arrêts du Conseil d'État (France).
Par l'arrêt Arrighi du 6 novembre 1936, le Conseil d'État a affirmé la théorie dite de la loi-écran.
Le requérant demandait l'annulation de décrets pour le motif qu'ils avaient été pris en application d'une loi dont il jugeait les dispositions contraires à la Constitution. Le Conseil d'État l'a débouté, s'estimant incompétent. 
Il en découle que la loi fait en quelque sorte « écran » entre la Constitution et l'acte administratif (ici le décret). 
Cet arrêt illustre la théorie de la loi-écran, qui a un temps été retenue également pour le contrôle de conventionnalité.